# Михайлов, Павел Сергеевич
Павел Сергеевич Михайлов — советский военный инженер, лауреат Сталинской премии (1950).
Родился 09.07.1906 в д. Волково Касимовского уезда Рязанской губернии.
С 01.06.1931 на военной службе.
В 1941 г. окончил артиллерийскую академию имени Дзержинского.
Место службы во время войны — Завод № 4 Управления заказов и производства вооружения зенитной артиллерии Главного артиллерийского управления, затем — штаб ГАУ, инженер-капитан/инженер-майор.
После войны продолжил службу в Главном артиллерийском управлении и был прикомандирован к Центральному артиллерийскому конструкторскому бюро В. Г. Грабина для участия в разработке новых видов пушек (с 1946 г. — Научно-исследовательский институт артиллерийского вооружения). Инженер-подполковник. Жил и работал в Красноярске, где располагался завод по производству артиллерийских орудий.
Лауреат Сталинской премии 1950 года — за работу в области вооружения.
Награждён орденами Ленина (30.12.1956), Красной Звезды (05.11.1946), Красного Знамени (19.11.1951), медалями «За боевые заслуги» (03.11.1944), «За оборону Москвы», «За победу над Германией в Великой Отечественной войне 1941—1945 гг.»
Умер в 1957 или 1958 году.